# Ptilodactyla atra
Ptilodactyla atra is een keversoort uit de familie Ptilodactylidae. De wetenschappelijke naam van de soort is voor het eerst geldig gepubliceerd in 1836 door Laporte.